# Dobrčice
Dobrčice (in tedesco Dobertschitz) è un comune della Repubblica Ceca facente parte del distretto di Přerov, nella regione di Olomouc.